# Le Dorat
Le Dorat este o comună în departamentul Haute-Vienne din centrul Franței. În 2009 avea o populație de 1.792 de locuitori.

## Evoluția populației
| An        | 1975  | 1982  | 1990  | 1999  | 2006  | 2009  |
| --------- | ----- | ----- | ----- | ----- | ----- | ----- |
| Populație | 2.425 | 2.338 | 2.203 | 1.963 | 1.903 | 1.792 |